# Burg Schmidsreute
Die Burg Schmidsreute ist eine abgegangene Höhenburg auf 968 m ü. NN über dem „Burgholz“ bei dem Ortsteil Schmidsreute Gemeinde Wiggensbach im Landkreis Oberallgäu (Bayern).
Die Burg Schmidsreute war eine Fliehburg für die umliegenden Bauern. Ein auf die Burg hinweisender Gedenkstein von 1932 ist seit 1941 entfernt.